# La Dame d'Izieu
Pour plus de détails, voir Fiche technique et Distribution.
La Dame d'Izieu est un téléfilm historique qui raconte comment une femme, Sabine Zlatin est venue au secours des enfants juifs réfugiés durant la Seconde Guerre mondiale à Izieu (dans l'Ain).

## Synopsis
En France, durant la Seconde Guerre mondiale, Sabine Zlatin, une juive d'origine polonaise naturalisée française vit à Montpellier avec son mari Miron Zlatin. Elle est infirmière militaire, il est agronome. Mais dans la France sous occupation allemande, les Juifs doivent se cacher pour ne pas être déportés dans les camps. Lorsque Sabine rencontre Léa Feldblum, une jeune femme juive dissimulant son identité, celle-ci lui fait rejoindre l'organisation de l'Œuvre de secours aux enfants (OSE). 
Sa mission sera dès lors de sauver les enfants enfermés dans les camp de transit, mais elle a de plus en plus de difficultés à trouver un foyer pour les enfants. Elle fonde alors à Izieu la colonie d’enfants réfugiés de l’Hérault, où pensionnent les enfants et adolescents jusqu'à une rafle organisée le 6 avril 1944 à l'initiative de Klaus Barbie.

## Fiche technique
- Réalisateur : Alain Wermus
- Scénaristes : Stéphane Kaminka et Alain Stern
- Film : 2 parties, La Mission & Le Refuge, 2 x 90 minutes
- Genre : Drame
- Français - 2006
- Date de diffusion :  France : 12 mars 2007 sur TF1

## Distribution
- Véronique Genest : Sabine Zlatin / La Dame d'Izieu
- Gaëla Le Devehat : Léa Feldblum
- Vincent Winterhalter : Miron Zlatin
- Charles Lelaure : Léon Reifman
- Philippe du Janerand : Haut fonctionnaire Vichy
- Renaud Marx : Docteur Nathan
- Jean-Baptiste Marcenac : Pierre-Marcel Wiltzer
- Ingrid Juveneton : Mina Halaunbrenner
- Pierre Niney : Théo Reis
- Jean-Pierre Malignon : Vieux policier Montpellier
- Julien Cafaro :  Lucien Berton
- Barbara Probst : Paulette Lagisquet
- Pierre Aussedat : Homme au pardessus
- Tristan Aldon : Coco Bulka
- Thomas Blumenthal : Arnold Hirsch
- Clementine Lefeuvre : Claudine Halaunbrenner

## À savoir
- Le film a été tourné à Prague en République tchèque durant huit semaines[1].
- Le fils de Véronique Genest fait partie de l'équipe des quinze jeunes comédiens français[1].
- Une partie du casting a eu lieu en République tchèque, et certains des comédiens étaient des élèves du lycée français de Prague comme Vincent Martin, Antoine Bregeault, Grégoire Clamart ou Maxence Deloraz.